# فرانسوا اوليفييه روسو
فرانسوا اوليفييه روسو (بالفرنسية: François-Olivier Rousseau )‏ (و. 1947 – م) هو صحفي، وكاتب، وكاتب سيناريو، من فرنسا، ولد في بولون-بيانكور.

## جوائز
حصل على جوائز منها:
- جائزة ميديشي [الإنجليزية]‏ (1981).

## وصلات خارجية
- فرانسوا اوليفييه روسو على موقع IMDb (الإنجليزية)
- فرانسوا اوليفييه روسو على موقع ألو سيني (الفرنسية)
- فرانسوا اوليفييه روسو على موقع قاعدة بيانات الأفلام السويدية (السويدية)
- فرانسوا اوليفييه روسو على موقع قاعدة بيانات الفيلم (الإنجليزية)
- فرانسوا اوليفييه روسو على موقع كينوبويسك (الروسية)